# Maria Augusta Bordalo Pinheiro
Maria Augusta Prostes Bordallo Pinheiro (Lisboa, 14 de noviembre de 1841-Lisboa, 22 de octubre de 1915) fue una pintora, decoradora y encajera portuguesa. Fue reconocida por impulsar y renovar la industria del encaje de bolillos de Portugal y por ser una pionera del diseño industrial portugués.

## Biografía
Nacida en la antigua parroquia de Sacramento, en Lisboa, el 14 de noviembre de 1841, Maria Augusta de Prostes Bordalo Pinheiro era hija del pintor portugués Manuel Maria Bordalo Pinheiro y de Augusta Maria do Ó Carvalho Prostes. Era la mayor de nueve hermanos, entre los que se encontraban los pintores Rafael Bordalo Pinheiro y Columbano Bordalo Pinheiro, con quienes mantuvo una relación muy cercana hasta su muerte, habiendo sido su discípula y modelo en varias de sus obras, como en el cuadro A Luva Cinzenta.

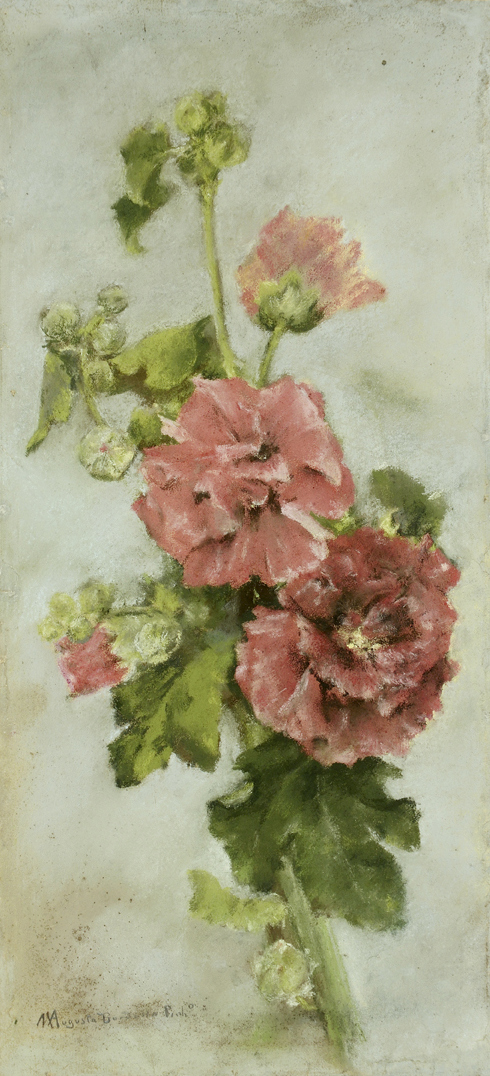
Flores, de Maria Augusta Bordalo Pinheiro. De la colección del Museo Nacional de Bellas Artes RJ (MNBA)

Siguiendo la vena artística de la familia, reveló incluso durante su infancia una fuerte inclinación hacia las bellas artes, las artes aplicadas y las artes decorativas, convirtiéndose años después en una pintora y decoradora naturalista reconocida por derecho propio. Exponiendo por primera vez en las exposiciones de la Sociedade Promotora de Belas-Artes, hoy Sociedad Nacional de Bellas Artes, en los años siguientes adornó varios salones y galerías de arte con varias pinturas de estilo naturalista, dando especial énfasis a composiciones con motivos florales, como una de sus obras más conocidas, Os Malvaíscos, que fue especialmente aplaudida por la crítica por su delicadeza.
En decoración, se destacó por los dibujos que realizó y pintó para algunas de las piezas de fayenza creadas por su otro hermano, el artista y fundador de la Fábrica de Loza de Caldas da Rainha, Rafael Bordalo Pinheiro, como cafeteras, azucareros, tazas y bandejas, entre muchas otras piezas. También en la decoración, sus bordados y encajes de bolillos llamaron la atención del público, por su maestría y calidad artística, llegando incluso a crear un nuevo bordado para encajes que se conoció como el punto portugués.
Como sus hermanos a principios de los 80 del siglo XIX, Maria Augusta Prostes Bordallo Pinheiro expuso algunas de sus obras en exposiciones de arte moderno promovidas por el Grupo do Leão, lo que la convirtió en una de las pocas mujeres que han integrado el grupo de artistas portuguesas, junto a Josefa García Greno, Berta Ramalho Ortigão y Helena Gomes, conocidas como las “Senhoras Leoas”.
En 1885, cuando la Cervecería Leão d'Ouro, punto de encuentro de los miembros del Grupo Leão, cerró por obras en el establecimiento, Maria Augusta de Prostes Bordalo Pinheiro contribuyó a la nueva decoración del espacio con un reposteiro, una especie de cortina para las puertas que sirve de adorno o para ocultarlas. Dos años después, en 1887, fue responsable, junto con sus dos hermanos, de la decoración del Palacio Beau-Séjour, en Lisboa, con varias pinturas suyas que persistieron hasta la actualidad, con motivos florales y naturalistas, en los paneles decorativos que cubren los techos del palacio del siglo XIX.
En la misma década ocupó el cargo de directora de la Escuela de Diseño Industrial Rainha Dona Maria Pia y participó en varias exposiciones, como la Exposición Industrial Portuguesa de 1888, la Exposición Universal de París de 1889, donde fue galardonada con la medalla de oro por sus cordones, Exposición Internacional de Amberes de 1894, donde también recibió otra medalla de oro, la Exposición Universal de San Luis (1904), donde ganó el Gran Premio, Exposición Nacional Conmemorativa del Primer Centenario de la Apertura de los Puertos de Brasil de 1908 y varios otros del Gremio Artístico, habiendo sido también distinguido con premios en 1896 y 1898.
Murió el 22 de octubre de 1915 en Lisboa, sin haberse casado nunca ni dejar descendencia, a pesar de haber estado comprometida con el político portugués António Enes, quien días después de pedirle que se casara con él, rompió su compromiso para irse a vivir con una actriz.

## Encaje de bolillos

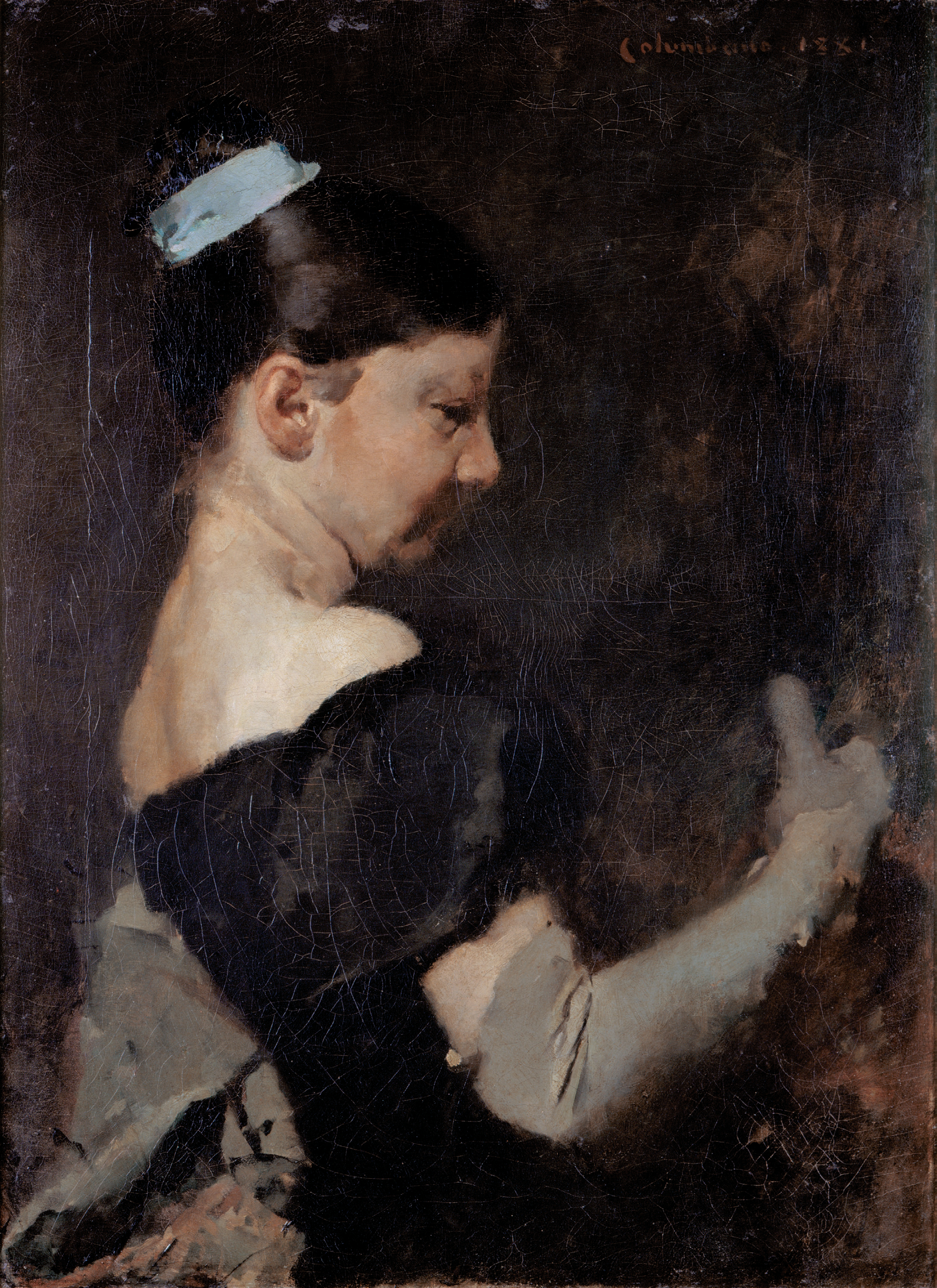
Maria Augusta retratada por su hermano Columbano en su cuadro "A Luva Cinzenta" (1881)

Con una larga tradición en Portugal y confeccionado principalmente por mujeres, el encaje de bolillos y su venta sirvió como complemento a los ingresos de muchas familias. Entre 1851 y 1873, la calidad del encaje producido en Portugal hizo que fuera premiado internacionalmente en varias exposiciones internacionales, concretamente en Londres (1851 y 1861), París (1855, 1867 y 1878) y Viena (1873), ganando renombre internacional. A pesar de su fama, luego de este período, con los avances y modas que surgieron en otros países, el hecho de usar hilo más grueso y seguir usando diseños anticuados provocó el declive de esta actividad y en consecuencia los ingresos de las familias.
Para sortear esta situación, en 1887 se fundó la Escuela de Diseño Industrial Rainha Dona Maria Pia, en la ciudad de Peniche, más tarde rebautizada como Escuela Industrial de Cordones Josefa de Óbidos, con el objetivo de revitalizar el encaje de bolillos y revertir su decadencia, alineándose con la tendencia internacional de crear escuelas y cursos profesionales para mujeres. En esa ocasión, invitada a trabajar como directora de la escuela, Maria Augusta de Prostes Bordalo Pinheiro también asumió los cargos de profesora de dibujo y coordinación del taller de encajes, dando un nuevo impulso al aprendizaje de este tipo de oficios artesanales.
Bajo su dirección, la calidad de los encajes producidos en la localidad mejoró sustancialmente, y se introdujo un nuevo diseño, donde su inspiración en la naturaleza se hizo patente a través de los dibujos de ramos de flores, tulipanes, claveles, conchas y otros motivos. Sus nuevos diseños posibilitaron la producción de piezas a medida por separado unas de otras, lo que permitió colocar el encaje en diversos objetos como abanicos y paraguas, el hilo utilizado se volvió más fino y de mejor calidad, se mejoró la calificación profesional de las encajeras e inventó un nuevo bordado, conocido como el punto portugués.

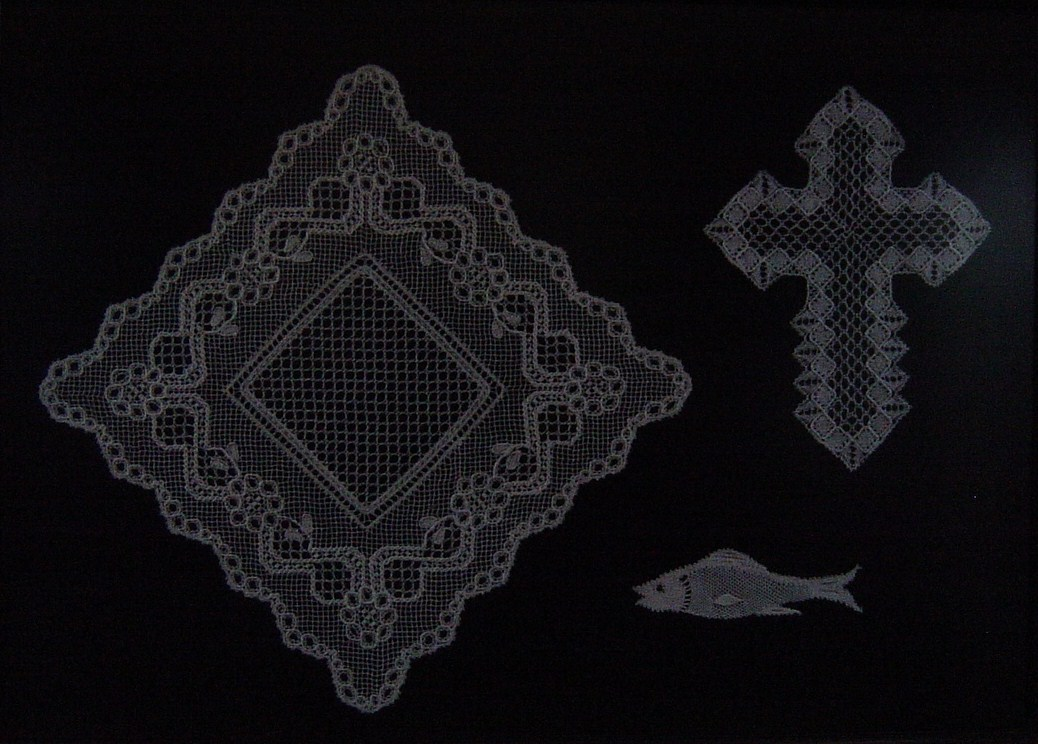
Encaje de bolillos de Peniche

En solo un año, su técnica y visión innovadora produjeron resultados, y su trabajo fue reconocido por el gobierno que le pidió que visitara otras escuelas de encaje en Europa, como la belga y francesa, para realizar intercambio cultural y de conocimientos. El trabajo realizado por las encajeras de Peniche recibió el primer premio en la Exposición Industrial Portuguesa de 1888 y la escuela la medalla de oro en la Exposición Universal de París de 1889 por su originalidad y calidad, convirtiéndose en uno de los emblemas del arte industrial portugués y a nivel de los mejores de Europa.
En 1889, decidió por voluntad propia dejar la escuela y regresar a Lisboa. Reconocida por su trabajo en Peniche, a pedido de la reina Amélia de Orleans, Maria Augusta Bordalo Pinheiro fundó un taller de encaje y taller en la Rua António Maria Cardoso donde enseñó el arte del encaje de bolillos a varias estudiantes, produciendo varias piezas basadas en los diseños que ella misma creaba, como diademas, encajes anchos o estrechos, pañuelos, abanicos y sombrillas.
Su trabajo fue admirado y elogiado por figuras públicas como el crítico de arte Manuel de Sousa Pinto, quien la llamó «el hada del encaje». A su vez, tras su muerte, el escritor Júlio Dantas escribió una nota de pesar, donde compara sus ingresos con las «joyas blancas». El escritor Raul Brandão, tras visitar una exposición del artista, escribió que sus piezas «parecen piezas hechas a la luz de la luna».

## Reconocimientos
Su talento y dedicación al encaje de bolillos fueron reconocidos con:
- 1889 - Medalla de oro en la Exposición Universal de París.
- 1894 - Medalla de oro en la Exposición Internacional de Amberes.[39]
- 1896 - Primera Medalla en la sección de Artes Aplicadas y Mención de Honor en la sección de Pintura al Óleo en la VI Muestra del Grémio Artístico.[40][41][42]
- 1897 - Medalla de oro en el Atheneu Comercial de Lisboa.[42]
- 1898 - Primera medalla en la sección de Artes Aplicadas de la VIII Exposición Grémio Artístico.[40][41]
- 1900 - Medalla de oro en la Exposición Universal de París.[43]

- 1901 - Medalla de Honor en la Primera Exposición de la Sociedad Nacional de Bellas Artes en la sección de Artes Aplicadas (Piezas expuestas: una fayenza y dos abanicos con encaje de bolillos).[44]

- 1904 - Gran Premio de la Exposición Universal de San Luis en los Estados Unidos
- 1908 - Fue premiada en la Exposición Nacional Conmemorativa del I Centenario de la Inauguración de los Puertos de Brasil en Río de Janeiro, Brasil.[45]

## Homenajes y legado
Póstumamente, su nombre se incluyó en la toponimia de varios lugares portugueses como Fernão Ferro (Seixal) y Charneca de Caparica (Almada).
En 1916, el poeta y coleccionista de arte Artur Ernesto Santa Cruz Magalhães fundó el Museu Bordalo Pinheiro en Lisboa, con el propósito de exhibir varias obras que tenía en su poder, de autoría de Rafael Bordalo Pinheirom sus hermanos, y su hijo Manuel Gustavo Bordalo Pinheiro. Entre su colección, que incluye más de mil piezas de cerámica, 2600 dibujos, 3300 grabados, cien pinturas, cien azulejos y 1800 fotografías, varias obras cuentan con la participación y creación de la artista Maria Augusta de Prostes Bordalo Pinheiro.